# اچ‌ام‌ای‌اس اوتاما
اچ‌ام‌ای‌اس اوتاما (به انگلیسی: HMAS Otama) یک زیردریایی است که طول آن ۲۹۵٫۲ فوت (۹۰٫۰ متر) می‌باشد. این زیردریایی در سال ۱۹۷۵ ساخته شد.